# Lilian Simpson
M. Lilian Simpson (c.1871–1897) foi uma escultora britânica.

## Biografia
Durante a década de 1890 Simpson foi aluna na National Art Training School, NATS, em Londres, onde foi ensinada pelo escultor Édouard Lantéri. Entre os seus contemporâneos no NATS, que se tornou o Royal College of Art em 1896, estavam várias outras escultoras notáveis, incluindo Margaret Giles, Ruby Levick, Esther Moore, Florence Steele e Lucy Gwendolen Williams. Em 1894 Simpson ganhou uma medalha de ouro e uma bolsa de estudos itinerante no Concurso Nacional de Arte por uma capa de livro prateada em baixo-relevo. Enquanto ainda era estudante Simpson teve dois trabalhos, incluindo um caixão de bronze, exibido na Royal Academy em Londres e também na Arts and Crafts Exhibition Society. Em 1896 e 1897 o seu trabalho também foi incluído em exposições em Leeds e Liverpool. Em 1897 ela usou a bolsa de viagem que ganhou em 1894 para viajar e estudar na Itália. Lá ela contraiu febre tifoide e morreu mais tarde naquele ano, aos 26 anos. A Biblioteca Britânica detém a capa do seu livro de 1894.